# Kinnick Stadium
Das Kinnick Stadium, früher bekannt als Iowa Stadium, ist ein College-Football-Stadion auf dem Campus der University of Iowa in der US-amerikanischen Stadt Iowa City im Bundesstaat Iowa. Es ist die Heimspielstätte der Iowa Hawkeyes. Es wurde 1929 als Ersatz für das Iowa Field errichtet und bietet heute 69.250 Zuschauerplätze. Damit ist es das siebtgrößte Stadion in der Big Ten Conference und eines der 20 größten universitätseigenen Stadien in den USA. Es ist nach Nile Kinnick benannt, dem einzigen Heisman-Trophy-Gewinner der Universität von 1939, der im Zweiten Weltkrieg fiel.

## Geschichte
Das Stadion wurde zwischen 1929 in nur sieben Monaten für Kosten von knapp 500.000 US-Dollar errichtet. Die Arbeiter arbeiteten rund um die Uhr, nachts mit Lampen und mit Pferden und Maultieren als Haupttransportmittel für die schweren Geräte. Trotz einiger Probleme, die es zu überwinden galt, darunter der Rücktritt des sportlichen Leiters und eine geringfügige Umgestaltung, wurde das Stadion fertiggestellt und das erste Spiel am 5. Oktober 1929 gegen das Monmouth College ausgetragen. Iowa gewann das Spiel mit 46:0. Das Stadion wurde zwei Wochen später eingeweiht, als die Hawkeyes ein 7:7-Unentschieden gegen Illinois erreichten. Ursprünglich hatte das Stadion eine Kapazität von 53.000 Plätzen und hieß Iowa Stadium. 1972 wurde es schließlich in Kinnick Stadium umbenannt.
1956, 1983 und 1990 wurde das Stadion renoviert und das Platzangebot schrittweise von 53.000 auf 70.397 erhöht. Mit einer weiteren Renovierung zwischen 2004 und 2006 für 86 Mio. US-Dollar wurde es auf 70.585 erweitert. 2016 genehmigte der Iowa Board of Regents eine 89,9 Mio. US-Dollar teure Modernisierung der nördlichen Endzone des Kinnick Stadium. Die Renovierung umfasste den Einbau von Logenplätzen, Club-Sitzplätzen im Freien und einer neuen Anzeigetafel. Durch diese Renovierungsarbeiten sank die Zahl der Plätze auf 69.250 Plätze. Die Arbeiten wurde kurz vor Beginn der Saison 2019 abgeschlossen.
Am 15. Oktober 2023 fand im Stadion ein Benefiz-Freundschaftsspiel der Frauen-Basketballmannschaft der Iowa Hawkeyes für das University of Iowa Stead Family Children’s Hospital gegen die DePaul Blue Demons (94:72) statt. Es war die erste Begegnung im Frauenbasketball in einem US-amerikanischen Football-Stadion unter freiem Himmel. In das Kinnick Stadium kam die Rekordzahl für ein einzelnes Spiel von 55.646 Zuschauern. Der alte Rekord lag bei 29.619 Besuchern beim Endspiel der NCAA-Meisterschaft 2002 zwischen den UConn Huskies und den Oklahoma Sooners (82:70) im Alamodome in San Antonio.

## Besonderheiten
Das Kinnick Stadium ist bekannt für seine rosafarbenen Umkleidekabinen der Gastmannschaft, eine Tradition, die vom emeritierten Iowa-Coach Hayden Fry ins Leben gerufen wurde. Da er glaubte, dass Rosa die Gegner in eine „passive Stimmung“ versetzen würde, und weil er der Meinung war, dass Rosa für manche eine „Weichei-Farbe“ sei, ließ Fry die Umkleidekabinen der Gäste komplett in der Farbe Rosa dekorieren. Die Tradition der rosafarbenen Umkleideräume wurde mit den neu renovierten Umkleideräumen fortgesetzt, die von rosafarbenen Urinalen bis hin zu rosafarbenen Spinden alles umfassen. In der Saison 2005 kam es zu einer Kontroverse, als ein Juraprofessor sowie andere Dozenten und Studenten der Universität gegen die rosa Farbe protestierten, da diese Frauen und Homosexuelle beleidigen würde.